# Cadena protón-protón

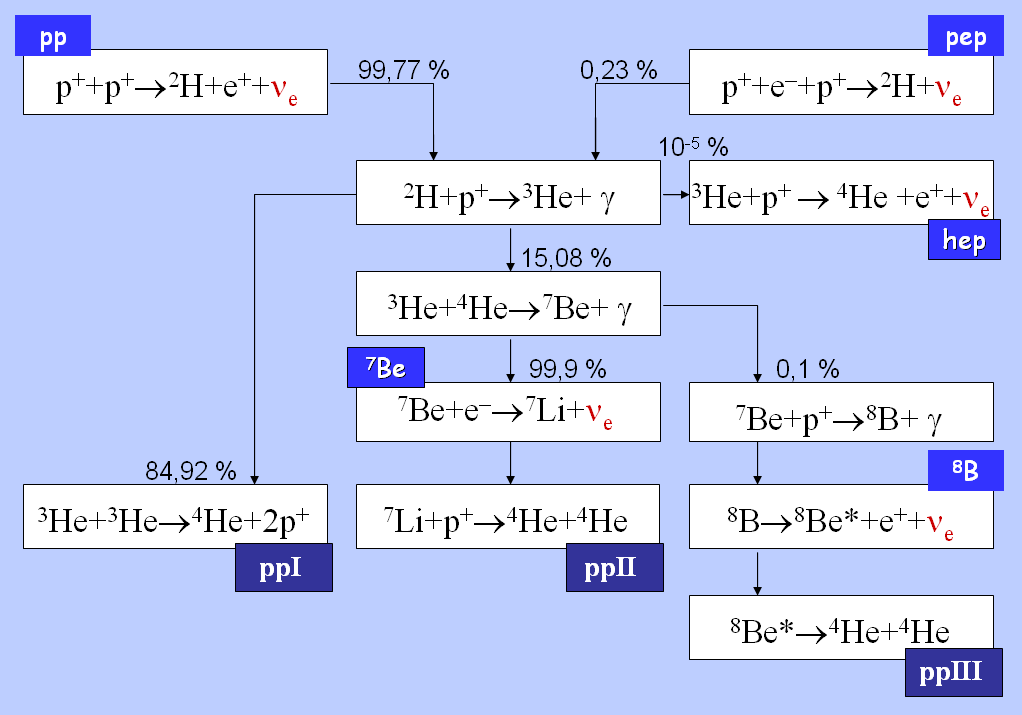
Generación de neutrinos solares en las cadenas protón-protón.

La cadena protón-protón es una de las dos reacciones de fusión que se producen en las estrellas para convertir el hidrógeno en helio, el otro proceso conocido es el ciclo CNO. Las cadenas protón-protón son más importantes en estrellas del tamaño del Sol o menores. El balance global del proceso es el equivalente de unir cuatro nucleones y dos electrones para formar un núcleo de helio-4 (2 protones + 2 neutrones).
Para vencer la repulsión electromagnética entre dos núcleos de hidrógeno se requieren grandes cantidades de energía. A las temperaturas estelares de entre diez y veinte millones de kelvins, el tiempo medio de la reacción es de alrededor de 109 años. Tiempo muy prolongado pero más que suficiente para sostener al Sol dada la ingente cantidad de hidrógeno contenido en el núcleo del Sol y las enormes cantidades de energía que, incluso ese bajo ritmo de reacciones, aporta. Ritmos de reacción demasiado veloces harían imposible la estabilidad hidrodinámica en las estrellas consumiéndolas en explosiones casi instantáneas tras su formación.
Por lo general, la fusión protón-protón ocurre solo si la temperatura ( i.e. energía cinética) de los protones es suficientemente alta como para que logren vencer las fuerzas coulombianas de repulsión mutua. La teoría de que los protones son el principio básico a partir del cual las estrellas generan su energía se remonta a los años 20 cuando Arthur Eddington realiza sus primeras mediciones. En esos años las temperaturas del Sol se consideraban demasiado bajas para que las partículas penetraran la barrera coulombiana. Con el desarrollo de la mecánica cuántica se descubrió el efecto túnel y las implicaciones que este tenía a la hora de facilitar la fusión a temperaturas teóricamente imposibles.

## Reacciones de las cadenas pp
El primer paso conduce a la fusión de dos núcleos de hidrógeno ¹H (protones) a deuterio ²H, liberando un positrón y un neutrino electrónico al transformar un protón en un neutrón.
¹H + ¹H → ²H + e+ + νe + 0.42 MeV (τ ~ 7·109 años) <-- Tiempo limitante
los neutrinos liberados en esta reacción portan energías por debajo de los 0,42 MeV.
Este primer paso es muy lento porque depende de la interacción débil para convertir un protón en un neutrón. De hecho es el paso más lento de todas las cadenas pp por lo que recibe el nombre reacción limitante ya que es el que dicta el ritmo de toda la cadena protón-núcleo.
El positrón resultante de dicha reacción se aniquila inmediatamente con un electrón y su masa se convierte en energía liberada a través de dos fotones gamma.
e+ + e− → 2γ + 1.02 MeV
Tras esta reacción el deuterio producido en el primer paso se puede fusionar con otro hidrógeno para producir un isótopo ligero de helio ³He:
²H + ¹H → ³He + γ + 5.49 MeV (τ ~ 1,4 segundos)
A partir de este punto la reacción se subdivide en tres ramas diferentes que desembocan todas en la generación de un núcleo 4He. En la pp1 el helio-4 se produce por la fusión de dos núcleos de helio-3; las otras dos ramas, pp2 y pp3 requieren del helio-4 previamente producido en la pp1, ambas cadenas surgen de los dos caminos que el berilio-7 puede tomar. 
En el Sol, la cadena pp1 se da con una frecuencia del 91%, la pp2 con el 9% y la pp3 es la más infrecuente con un 0.1% de ocurrencia.

### La cadena pp I
³He +³He → 4He + ¹H + ¹H + 12.86 MeV (τ ~ 2,4·105 años)
La energía de la cadena de reacciones ppI al completo arroja un balance de 26,7 MeV netos.
La cadena pp I es dominante a temperaturas de 10 a 14 megakelvins (MK).
Por debajo de 10 MK, la cadena PP1 no produce mucho 4He.

### La cadena pp II
|  | ³He + 4He | → | 7Be + γ   |
|  | 7Be + e−  | → | 7Li + νe  |
|  | 7Li + ¹H  | → | 4He + 4He |

La cadena pp II es dominante a temperaturas de 14 a 23 MK.
El 90% de los neutrinos producidos en la reacción 7Be(e−,νe)7Li* tienen una energía de 0.861 MeV, mientras que un 10% saldrán con 0.383 MeV (dependiendo de si el litio-7 está en estado excitado o no).

### La cadena pp III
|  | ³He + 4He | → | 7Be + γ       |
|  | 7Be + ¹H  | → | 8B + γ        |
|  | 8B        | → | 8Be + e+ + νe |
|  | 8Be       | ↔ | 4He + 4He     |

La cadena pp III es dominante si las temperaturas exceden los 23 MK.
Esta cadena no es la principal fuente de energía del Sol debido a que las temperaturas de su núcleo aún no son lo suficientemente altas. Sin embargo, es muy importante en el problema de los neutrinos solares debido a que estas reacciones generan los neutrinos más energéticos. (≤14.06 MeV).

### La cadena pp IV o Hep
Hep significa (helio-protón).
En este caso el helio-3 reacciona directamente con un protón para dar helio-4
³He + ¹H → 4He + νe + e+

### Energía liberada
Si se compara la masa del átomo de helio-4 final con la masa de los cuatro protones iniciales, se ve que 0,007 o 0,7% de la masa original se perdió. Esta masa se convirtió en energía, en forma de rayos gamma y neutrinos lanzados durante las reacciones individuales. La energía neta liberada por la cadena completa es de 26,73 MeV.
Sólo la energía liberada en forma de rayos gamma interactúa con protones y electrones y calienta el interior del Sol. Este calentamiento lo sostiene y evita que colapse bajo su propio peso.
Los neutrinos no interactúan de forma significativa con la materia, ni ayudan a evitar el colapso gravitatorio. Los neutrinos en las cadenas ppI, ppII y ppIII se llevan, respectivamente, el 2,0%, 4,0% y 28,3% de la energía.

## La reacción pep
pep significa (protón-electrón-protón). Esta reacción es muy rara ya que se trata de una colisión de tres partículas simultáneamente lo cual es, lógicamente, mucho más improbable. La reacción pep puede tener lugar en vez de la reacción pp:
¹H + e− + ¹H → ²H + νe
En el Sol, la frecuencia de la reacción pep en comparación con la pp es de 1:400 (una vez de cada 400 reacciones). A pesar de ello los neutrinos liberados son más energéticos: mientras los neutrinos del primer paso de las cadenas pp tienen 0,42 MeV, los neutrinos procedentes de la reacción pep producen 1,44 MeV.